# 오다정 (야마구치현)
오다정(大田町)은 야마구치현 미네군에 설치되었던 정이다. 현재의 미네시에 해당한다.